# 原儿茶酸乙酯
原儿茶酸乙酯（英語：Ethyl protocatechuate）是原儿茶酸与乙醇形成的酯，分子式C9H10O4，可在花生的种皮中发现，在葡萄酒中也有发现。
原儿茶酸乙酯也是脯氨酸-4-羟化酶的抑制剂，可用于保护心肌。